# Lilou
Lilou est un prénom féminin. Il est fêté le 15 mars qui est le jour de la sainte Louise de Marillac.

## Sens et origine du nom
L'origine du prénom Lilou est incertaine. Il pourrait venir du latin lilium qui signifie « lys » ou être une variante du prénom Lou, lui même dérivé de Louise.

## Variétés linguistiques
Dans les pays anglophones, ce prénom est répandu sous la forme Leeloo ou Lyloo.

## Popularité du prénom
Le prénom Lilou n'existait pas avant les années 1990 mais a gagné en popularité depuis les années 2000.
Il a connu un essor important grâce à la sortie en 1997 du film Le Cinquième Élément, réalisé par Luc Besson, dans lequel l'un des protagonistes, interprété par l'actrice ukrainienne Milla Jovovich, se fait appeler Leeloo.